# Baryscapus dryocoetae
Baryscapus dryocoetae är en stekelart som först beskrevs av Karl-Johan Hedqvist 1963.  Baryscapus dryocoetae ingår i släktet Baryscapus och familjen finglanssteklar. Arten är reproducerande i Sverige. Inga underarter finns listade.